# David Khu
David Khu (* 21. September 1975) ist ein singapurischer Eishockeyspieler.

## Karriere
David Khu nahm für die singapurische Nationalmannschaft in den Jahren 2008 und 2010 jeweils am IIHF Challenge Cup of Asia teil. Beste Platzierung war dabei der fünfte Rang im Jahr 2008.